# Urgedra brunea
Urgedra brunea är en fjärilsart som beskrevs av Druce 1911. Urgedra brunea ingår i släktet Urgedra och familjen tandspinnare. Inga underarter finns listade i Catalogue of Life.